# Delta (kommun)
Delta är en kommun i Brasilien.   Den ligger i delstaten Minas Gerais, i den sydöstra delen av landet, 500 km söder om huvudstaden Brasília. Antalet invånare är 8 107.
Omgivningarna runt Delta är huvudsakligen savann. Runt Delta är det mycket glesbefolkat, med 2 invånare per kvadratkilometer.